# Open Data Institute
El Open Data Institute (ODI) es una organización sin ánimo de lucro, cuya sede central se ubica en el Reino Unido. Tiene como objetivo la difusión de datos abiertos en Internet. 
Desde su apertura, el Open Data Institute ha buscado crear centros locales a lo largo del mundo, con la idea de desarrollar nodos alrededor del mundo, los cuales adopten los mismos objetivos de extender y desarrollar los principios tecnología de los datos abiertos. Actualmente hay 26 nodos en 16 países, que actúan como catalizadores para la formación y desarrollo empresarial con los datos abiertos.

## Liderazgo
El instituto está dirigido por:
- Tim Berners-Lee, presidente y cofundador.[6]
- Nigel Shadbolt, presidente y cofundador.[6]
- Gavin Starks, director ejecutivo.
- Atracar Bryan, secretario.
- Roger Hampson, director.
- Jeni Tennison, director de tecnología.
- Stuart Coleman, director comercial.

## Afiliación
El Programa de Afiliación al ODI existe como sistema de soporte para sus propias iniciativas, y para "proporcionar oportunidades de conectar con otros miembros de la comunidad. La afiliación incluye invitaciones a acontecimientos de otros miembros, y descuentos en sus cursos y congresos

## Instituciones asociadas
Miembros notables del ODI incluyen:
- Universidad de Southampton, socio fundador.
- Experian, socio.
- Met Office, socio.
- Telefónica, socio.
- Thomson Reuters, socio.
- Rackspace
- King's College London
- London Business School